# Norwegische U20-Eishockeynationalmannschaft
Die norwegische U20-Eishockeynationalmannschaft vertritt den Eishockeyverband Norwegens im Eishockey in der U20-Junioren-Leistungsstufe bei internationalen Wettbewerben. Die norwegische Mannschaft nimmt seit 1979 an Weltmeisterschaften teil und erreichte 1990 mit Platz sechs ihre bislang beste Platzierung. Nach dem Abstieg aus der Top-Division 2024 spielt sie wieder in der Division I.

## Geschichte

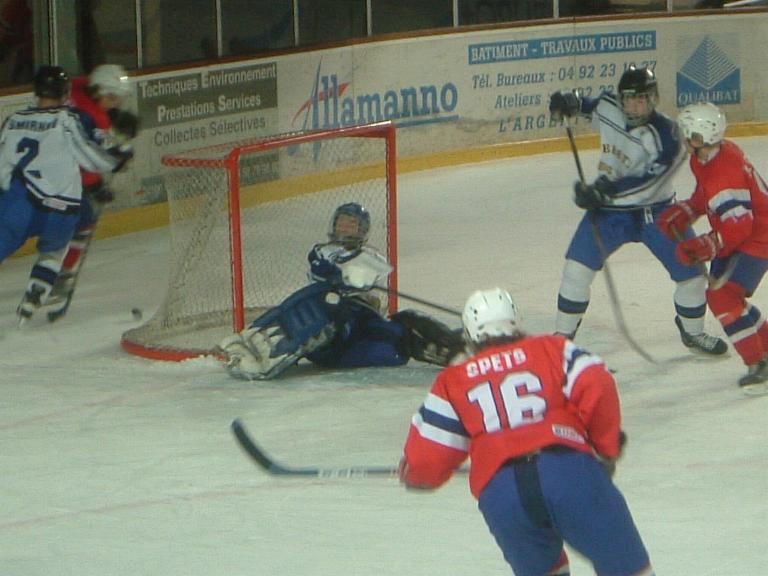
Lars-Erik Spets, hier im Spiel gegen Estland, belegte mit der norwegischen Mannschaft in der Division I der U20-Weltmeisterschaft 2004 in Briançon den zweiten Platz.

Die norwegische U20-Eishockeynationalmannschaft wurde im Vorfeld der Eishockey-Weltmeisterschaft der Junioren 1979 gegründet. Bei ihrer ersten WM-Teilnahme wurde sie anstelle des Vorjahresletzten Schweiz in die A-Gruppe aufgenommen, musste aber den sofortigen Abstieg in die B-Gruppe hinnehmen. Anschließend spielten die Skandinavier überwiegend zweitklassig. Lediglich von 1989 bis 1991 konnten sie sich für drei Jahre im Oberhaus des Nachwuchseishockeys etablieren. In diese Zeit fiel mit dem sechsten Platz 1990 auch die bisher Platzierung der Mannschaft. Anschließend dauerte es allerdings eineinhalb Jahrzehnte, bis den Nordmännern 2006 die Rückkehr in die Top-Division gelang. Aber nun gelang ebenso wie 2011, 2014 und 2024 der Klassenerhalt nicht.
Bis einschließlich 1998 deckte die U20-Nationalmannschaft den kompletten Juniorenbereich bei den Weltmeisterschaften ab, während die U19-Nationalmannschaft an den Junioren-Europameisterschaften teilnahm. Seit der Einführung der U18-Weltmeisterschaften 1999 vertritt die U20-Nationalmannschaft Norwegens bei Weltmeisterschaften ausschließlich die Leistungsstufe der U20-Junioren.

## WM-Platzierungen
- 1979 – 8. Platz
- 1980 – B-WM; 3. Platz
- 1981 – B-WM; 2. Platz
- 1982 – B-WM; 1. Platz
- 1983 – 8. Platz
- 1984 – B-WM; 4. Platz
- 1985 – B-WM; 5. Platz
- 1986 – B-WM; 2. Platz
- 1987 – B-WM; 2. Platz
- 1988 – B-WM; 1. Platz
- 1989 – 7. Platz
- 1990 – 6. Platz
- 1991 – 8. Platz
- 1992 – B-WM; 3. Platz
- 1993 – B-WM; 2. Platz
- 1994 – B-WM; 2. Platz
- 1995 – B-WM; 5. Platz
- 1996 – B-WM; 3. Platz
- 1997 – B-WM; 4. Platz
- 1998 – B-WM; 7. Platz
- 1999 – B-WM; 6. Platz
- 2000 – B-WM; 4. Platz
- 2001 – Division I; 4. Platz
- 2002 – Division I; 2. Platz
- 2003 – Division I; 3. Platz
- 2004 – Division I; 2. Platz
- 2005 – Division I; 1. Platz
- 2006 – 10. Platz
- 2007 – Division I; 5. Platz
- 2008 – Division I; 3. Platz
- 2009 – Division I; 3. Platz
- 2010 – Division I; 1. Platz
- 2011 – 9. Platz
- 2012 – Division IA; 3. Platz
- 2013 – Division IA; 1. Platz
- 2014 – 10. Platz
- 2015 – Division IA; 2. Platz
- 2016 – Division IA; 4. Platz
- 2017 – Division IA; 6. Platz
- 2018 – Division IB; 1. Platz
- 2019 – Division IA; 3. Platz
- 2020 – Division IA; 4. Platz
- 2021 – keine Austragung
- 2022 – Division IA; 3. Platz
- 2023 – Division IA; 1. Platz
- 2024 – 10. Platz